# Chao Mae Tuptim

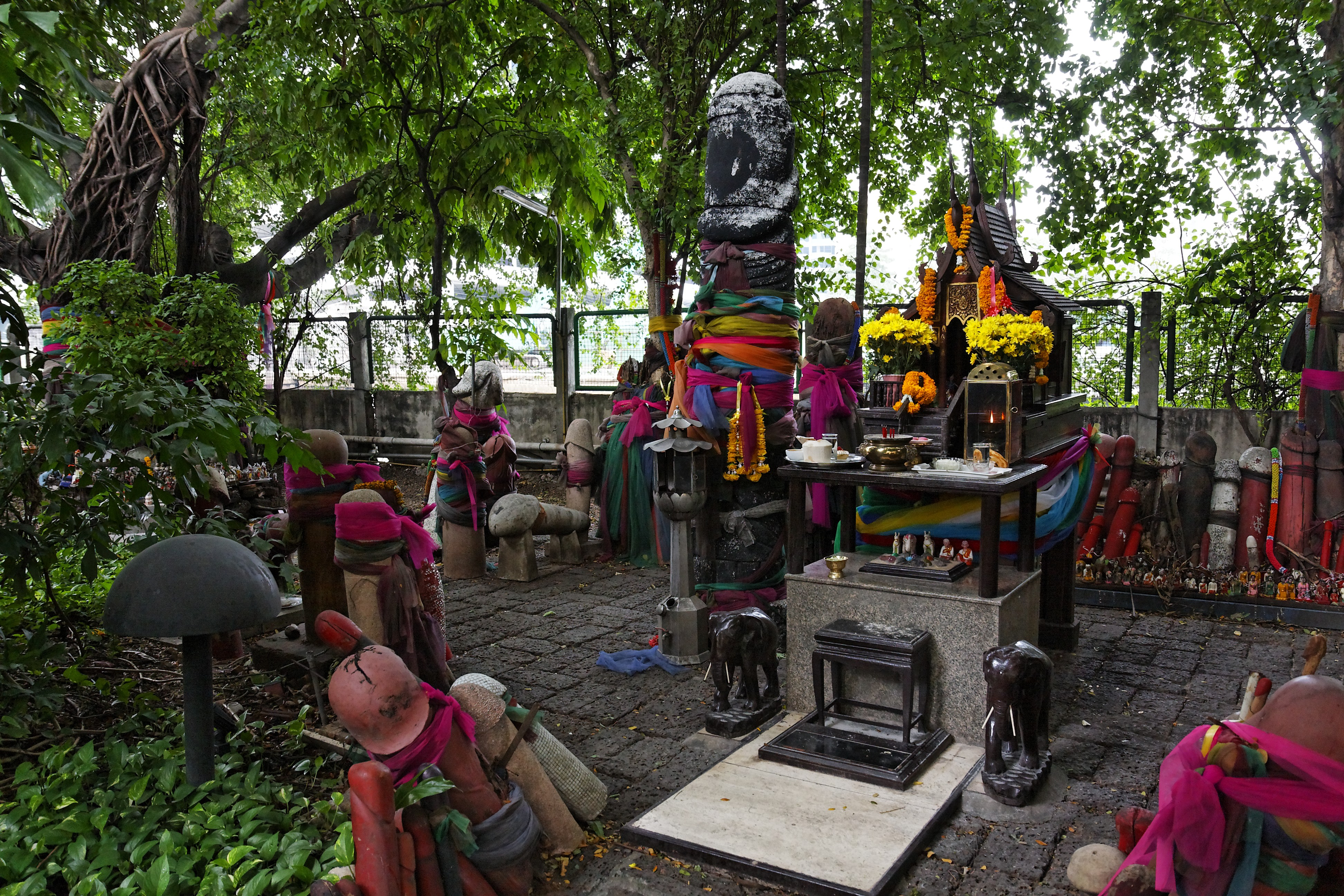
Chao Mae Tuptim, vue d'ensemble : À gauche le Sai où demeure l'esprit animiste et chtonien du lieu

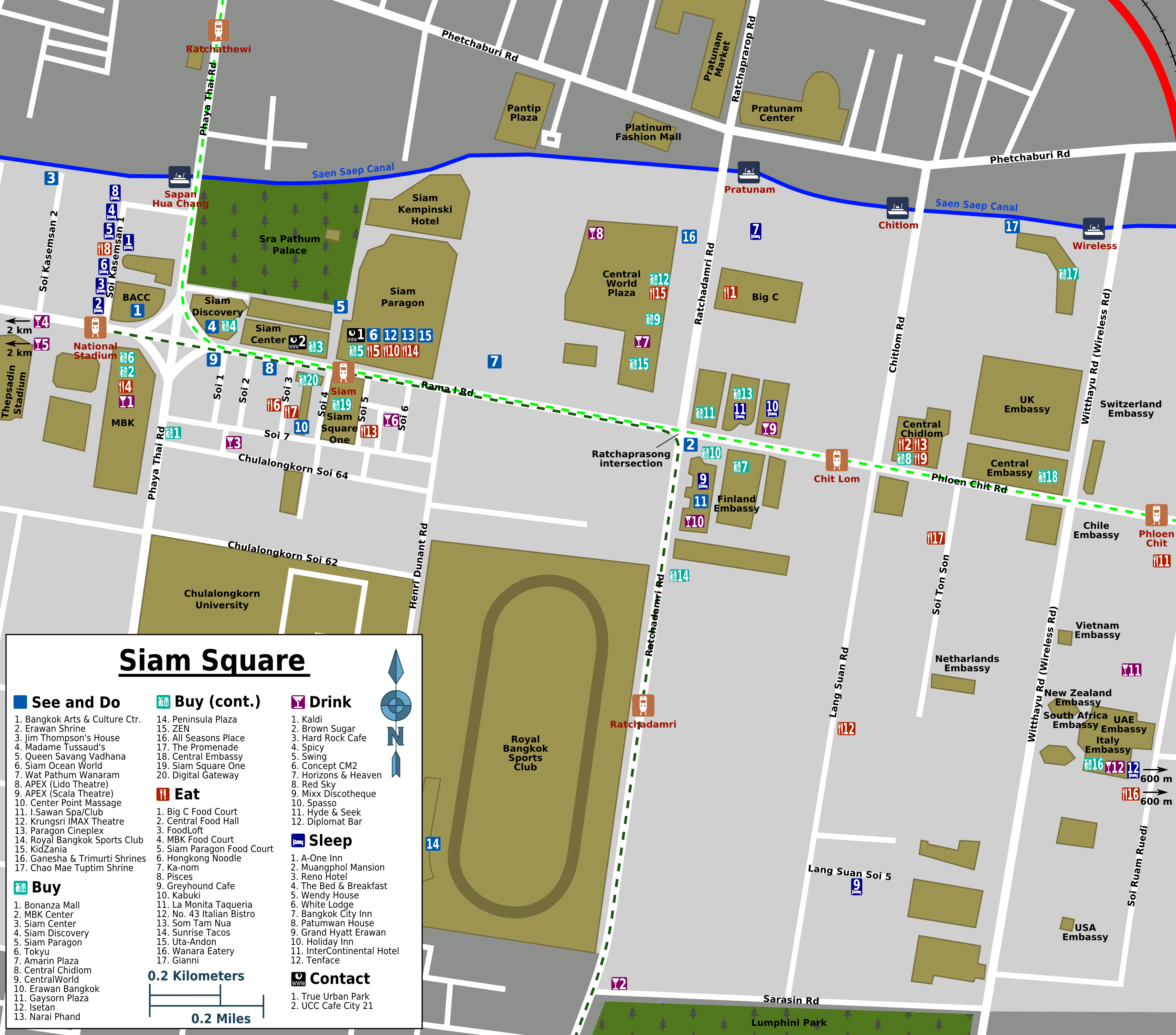
Plan de Siam Square et des environs (carré bleu 17 : Chao Mae Tuptim Shrine)

Le Chao Mae Tuptim (oratoire à la déesse Tuptim) est un oratoire situé derrière l'hôtel Nai Lert Park, ex Swissotel, ex Hilton, près de l'ambassade du Royaume-Uni (UK) et de l'ambassade de Suisse rue Witthayu (litt "rue de la radio"), dans le khet Pathum Wan à Bangkok. Ses origines sont obscures. Tout ce dont on se souvient est qu'une maison des esprits fut construite par Nai Lert pour l'esprit animiste et chtonien, un génie bienveillant (un chao thi เจ้าที่ et non un phi :ผี), supposé demeurer dans le grand Sai (Ficus) qui recouvre l'oratoire.
Les offrandes traditionnelles sont des bouquets de jasmin blanc, ainsi que des boutons de lotus blancs ou rosés. Mais on y fait des offrandes moins typiques, en forme de phallus, stylisés ou bien très réalistes : ce sont des amulettes palad khik (thaï : ปลัดขิก, API : [pā.làt kʰìk], RTGS : palatkhik). Au fil des ans, ces amulettes ont été offertes par dizaines et couvrent toute la surface de l'oratoire. Ce qui a conduit à dédier ce site à la fertilité. Femmes et couples viennent y faire leurs dévotions, dans l'attente d'un heureux évènement.

## Photos

Chao Mae Tuptim
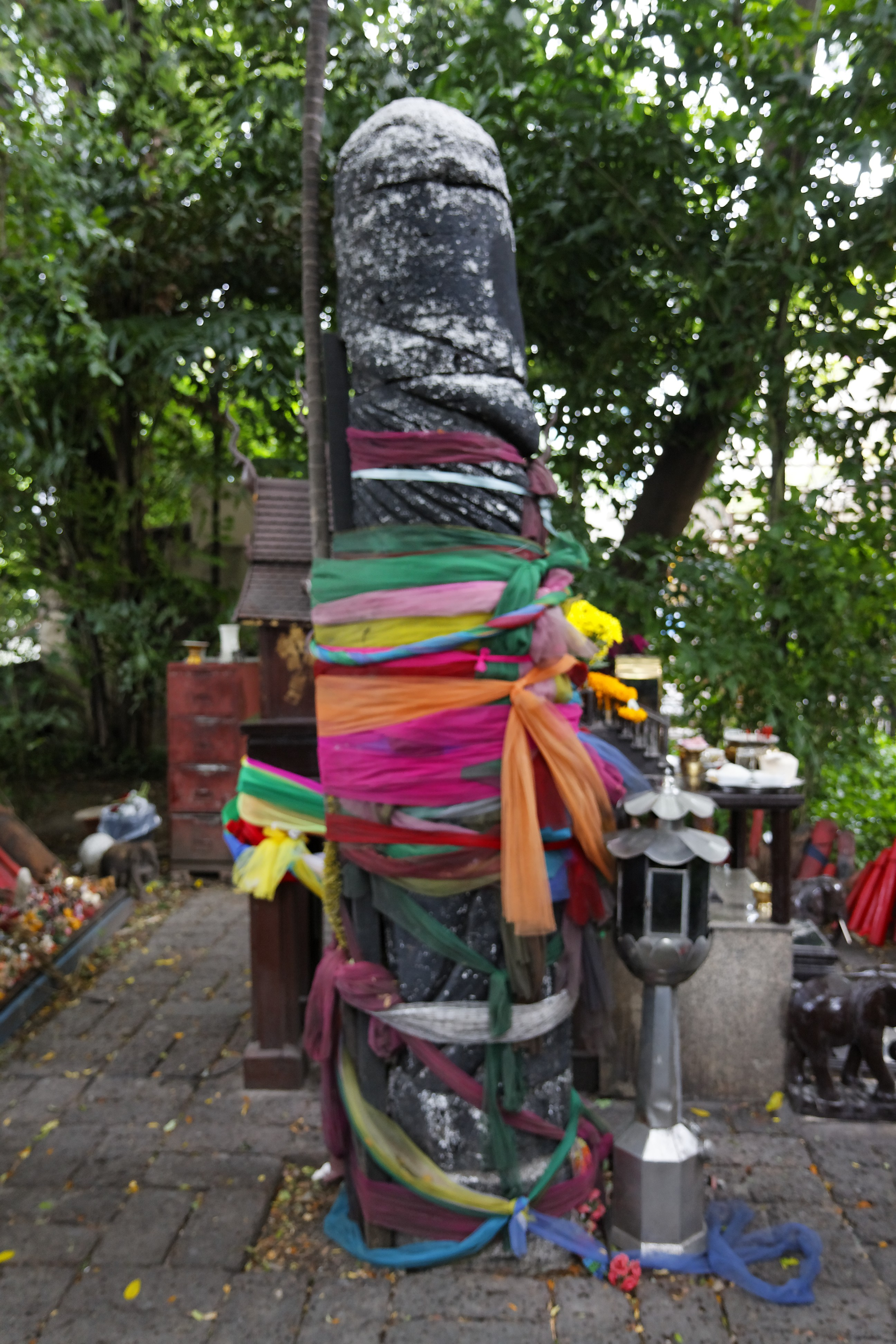
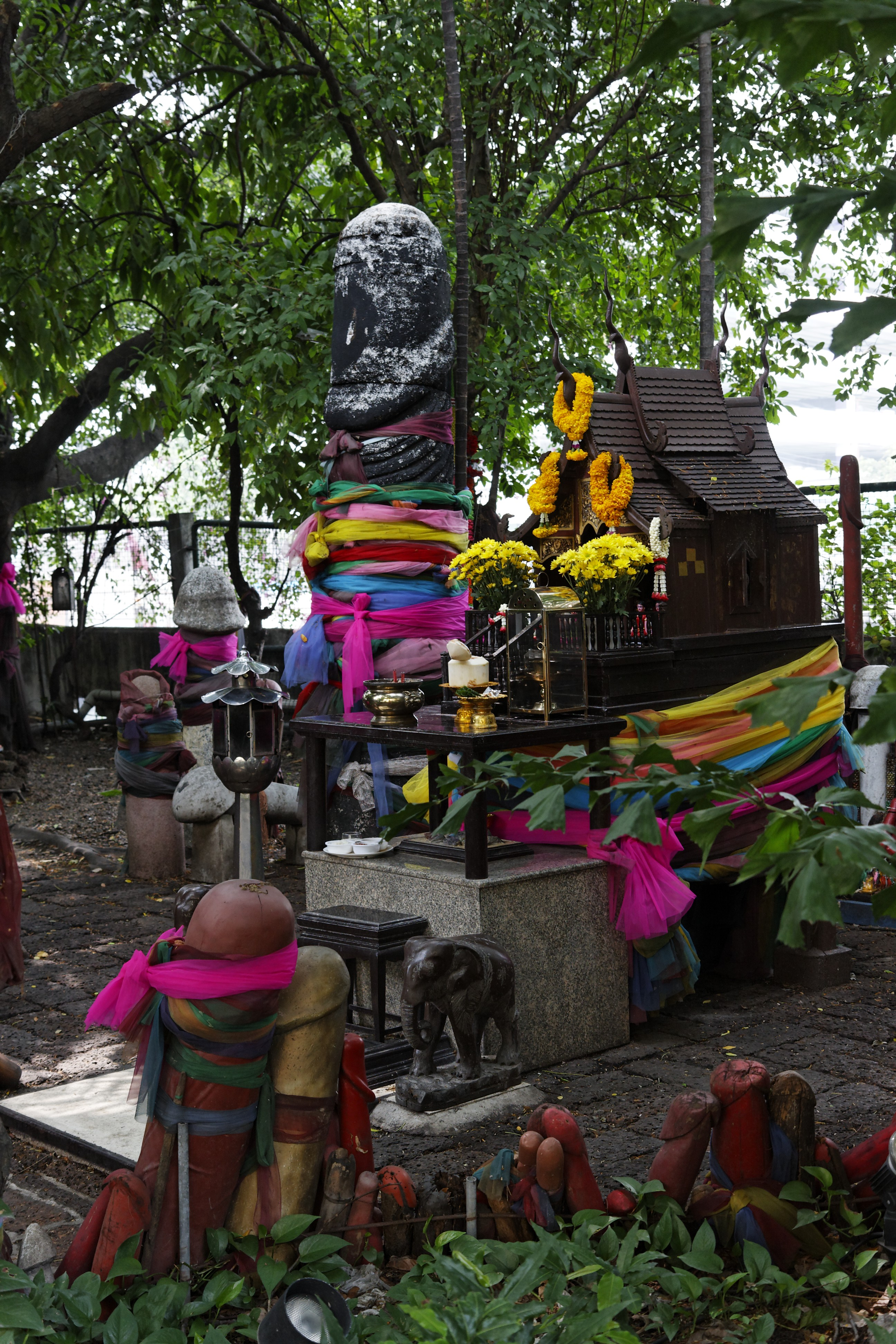
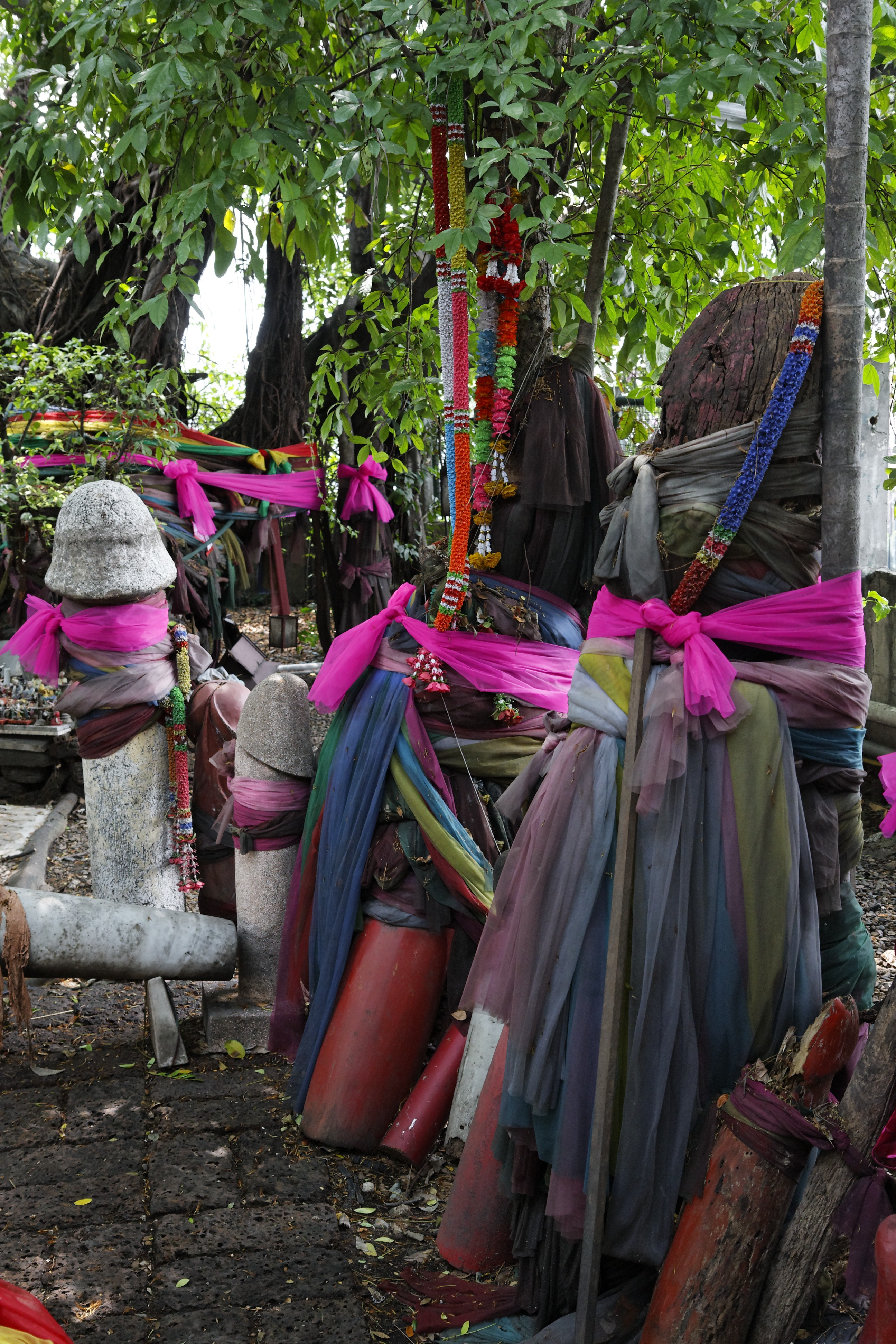
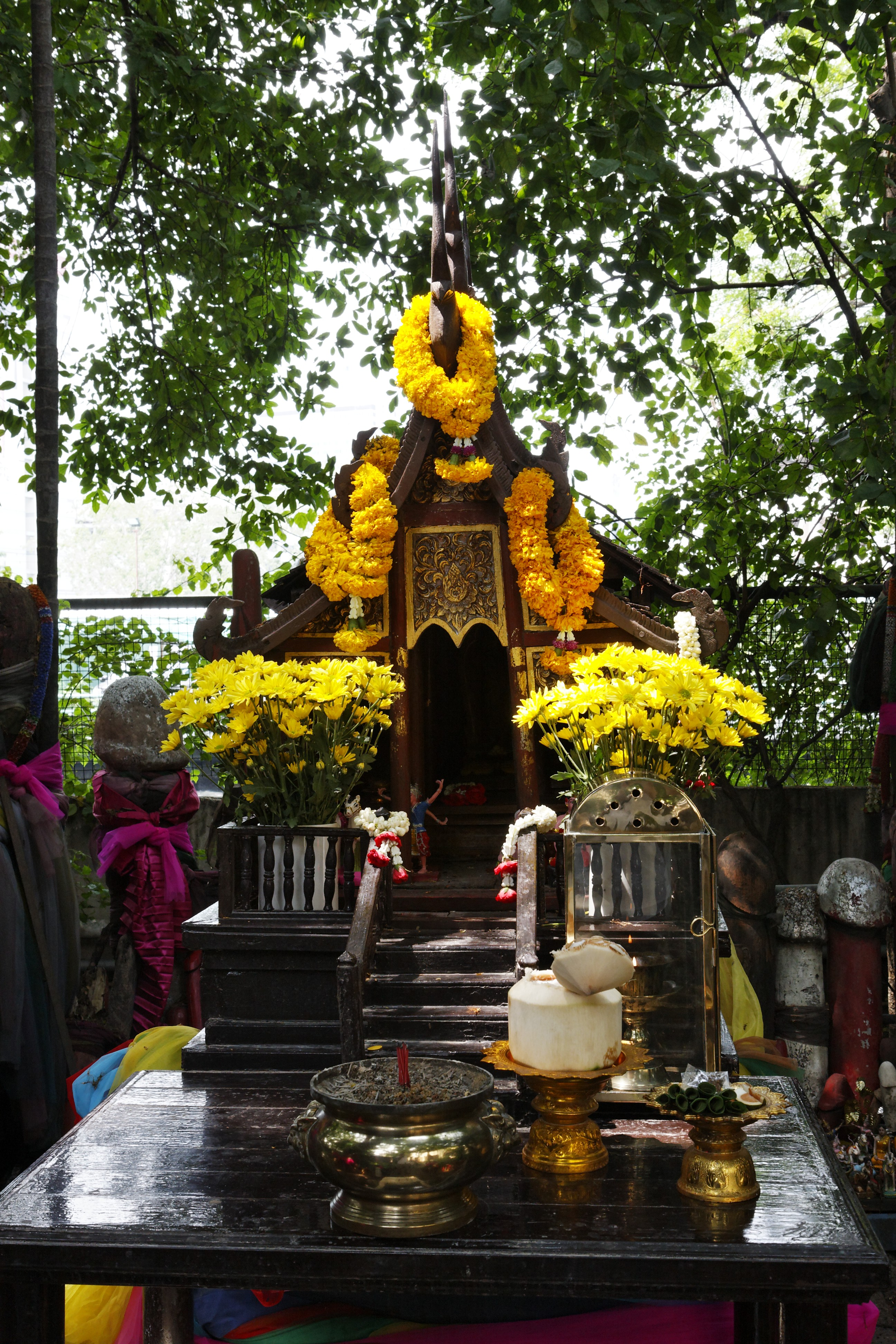
La maison des esprits
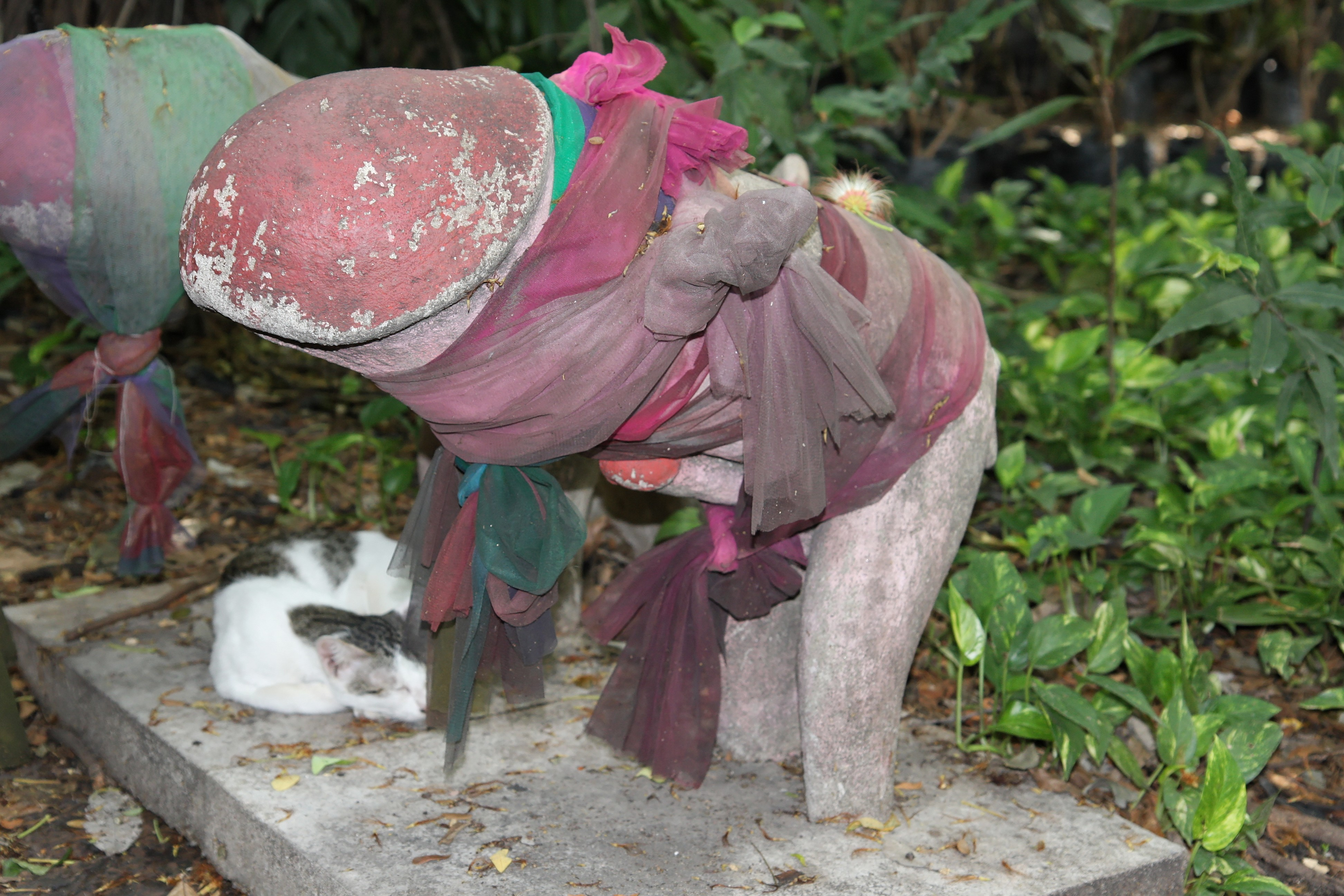
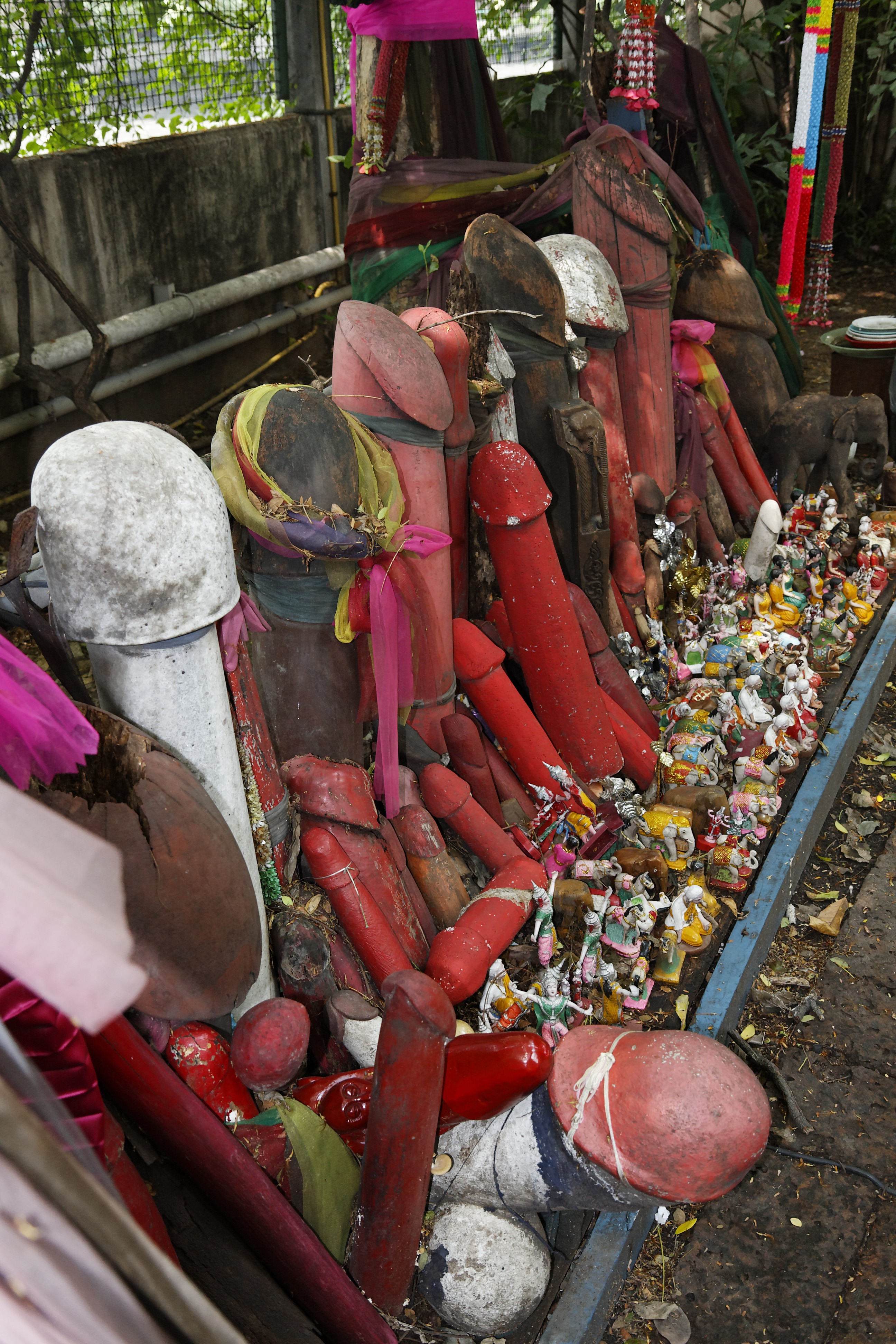
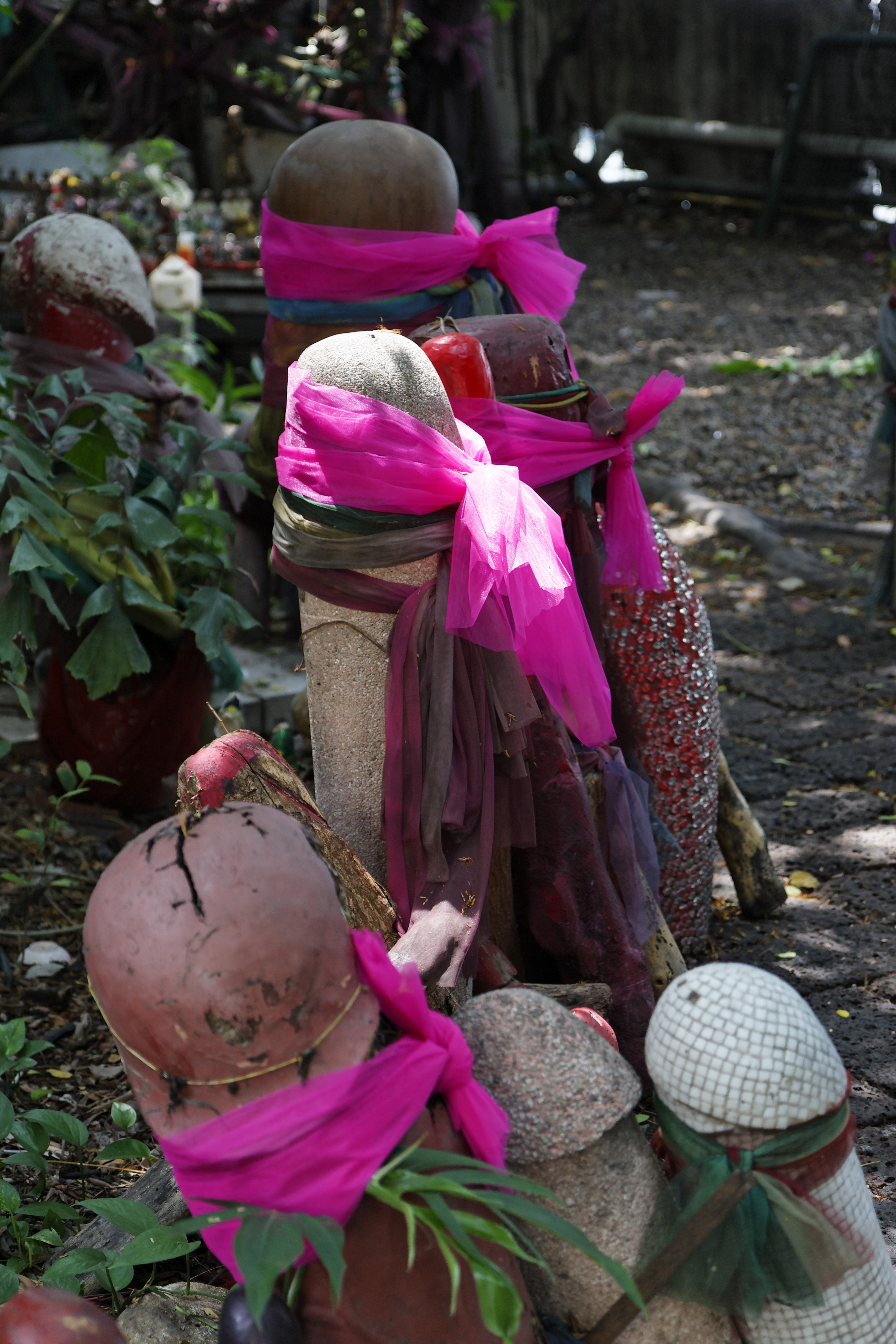